# Spherarmadillo schwarzi
Spherarmadillo schwarzi là một loài chân đều trong họ Scleropactidae. Loài này được Richardson miêu tả khoa học năm 1907.